# Leszek Pawłowski (sportowiec)
Leszek Tadeusz Pawłowski (ur. 10 czerwca 1895 we Lwowie, zm. 24 kwietnia 1967 w Warszawie) – polski narciarz, jeden z pierwszych polskich skoczków narciarskich, lekkoatleta, piłkarz, cyklista. Zawodnik Czarnych Lwów. Był pierwszym mistrzem Polski w skokach narciarskich. Jako lekkoatleta był wicemistrzem kraju z 1920 i mistrzem kraju z 1921 (jednym z trzech) w skoku o tyczce.

## Przebieg kariery
Pierwsze na ziemiach polskich skoki na nartach oddawano na skoczniach w Parku Stryjskim we Lwowie. Pierwszy konkurs rozegrany został 19 stycznia 1908 r. w Sławsku, a jego zwycięzcą został Leszek Pawłowski, przed drugim Leopoldem Woroszem. Potem Pawłowski wygrał w zawodach skoków w Sławsku przed Bernardem Rappaportem, także zawodnikiem Czarnych. Zwyciężył także w slalomie terenowym i w łącznej klasyfikacji tej rywalizacji narciarzy. W dniach 4-5 stycznia 1914 w Sławsku odbyły się kolejne zawody i ponownie wygrał w nich Pawłowski, zarówno w biegu juniorów, jak i w skokach juniorów i seniorów. 18 stycznia odbyły się zawody o nagrodę Stanisława Szulakiewicza, lwowskiego taternika, który zginął na Małym Jaworowym Szczycie w Tatrach. Pawłowski wygrał wtedy skoki, mając najdłuższy skok dnia na 12,5 m i otrzymał notę 1672 pkt.; uplasował się wtedy przed Woroszem i Rappaportem. Zawodnicy skakali wówczas wyprostowani, wykonując „wiatrakowe” ruchy ramion. Pawłowski zajął też 2. miejsce na zawodach TTN w Zakopanem. W dniach 14-15 lutego skakał w Sławsku na skoczni na zboczach Kiczerki i był drugi ze skokiem o długości 12,5 m. Dalej skoczyli jego rywale: Jarzyna i Hardt (po 14 metrów). 8 marca 1914 brał udział w zawodach SN AKT we Lwowie i poza konkursem osiągnął długość 15 m. Jego rywal, E. Hardt osiągnął aż 16 m, ale upadł. Wybuch Wielkiej Wojny na cztery lata przerwał rywalizacje na skoczniach Lwowa i Sławska.

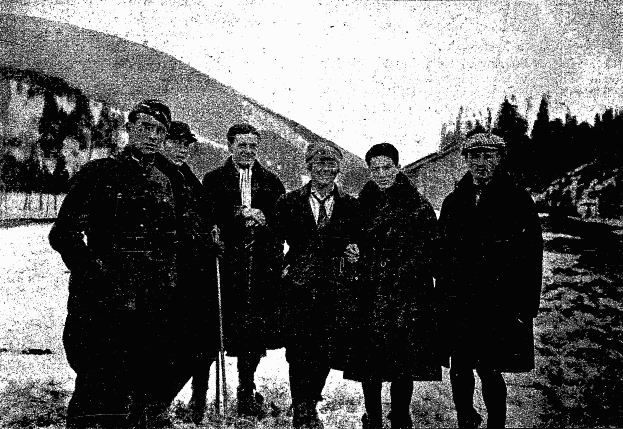
Grupa polskich narciarzy podczas zawodów w Worochcie w 1922 roku. Leszek Pawłowski pierwszy od prawej

W dniach 21 i 22 lutego 1920 r. rozegrano I Związkowe Mistrzostwa Polski w Zakopanem. W ich ramach rozegrano bieg seniorów, bieg juniorów, bieg pań, bieg z przeszkodami, bieg sztucznej jazdy (slalom), skoki seniorów i skoki juniorów oraz wojskowy bieg patrolowy. Obowiązywały na nich przepisy Austriackiego Związku Narciarskiego, gdyż powstały w 1919 Polski Związek Narciarski nie miał jeszcze własnych. Skoki odbywały się na niedużej skoczni terenowej na Antałówce. Zwycięski Pawłowski, który wylądował na 14 m, miał notę 2,35 pkt. i został pierwszym w historii mistrzem Polski w skokach narciarskich. Wyprzedził wówczas Franciszka Bujaka z SN PTT (nota 2,55 pkt.), R. Łuszczyńskiego z SN AKT (nota 2,68 pkt.), Józefa Bujaka (SN PTT) z notą 3,01 pkt. i Aleksandra Rozmusa (SN PTT) z notą 3,35 pkt. Pawłowski wziął też udział w biegu z przeszkodami (startowało w nim 12 zawodników) i zajął 6. miejsce. Na lekkoatletycznych MP zdobył srebrny medal w skoku o tyczce.

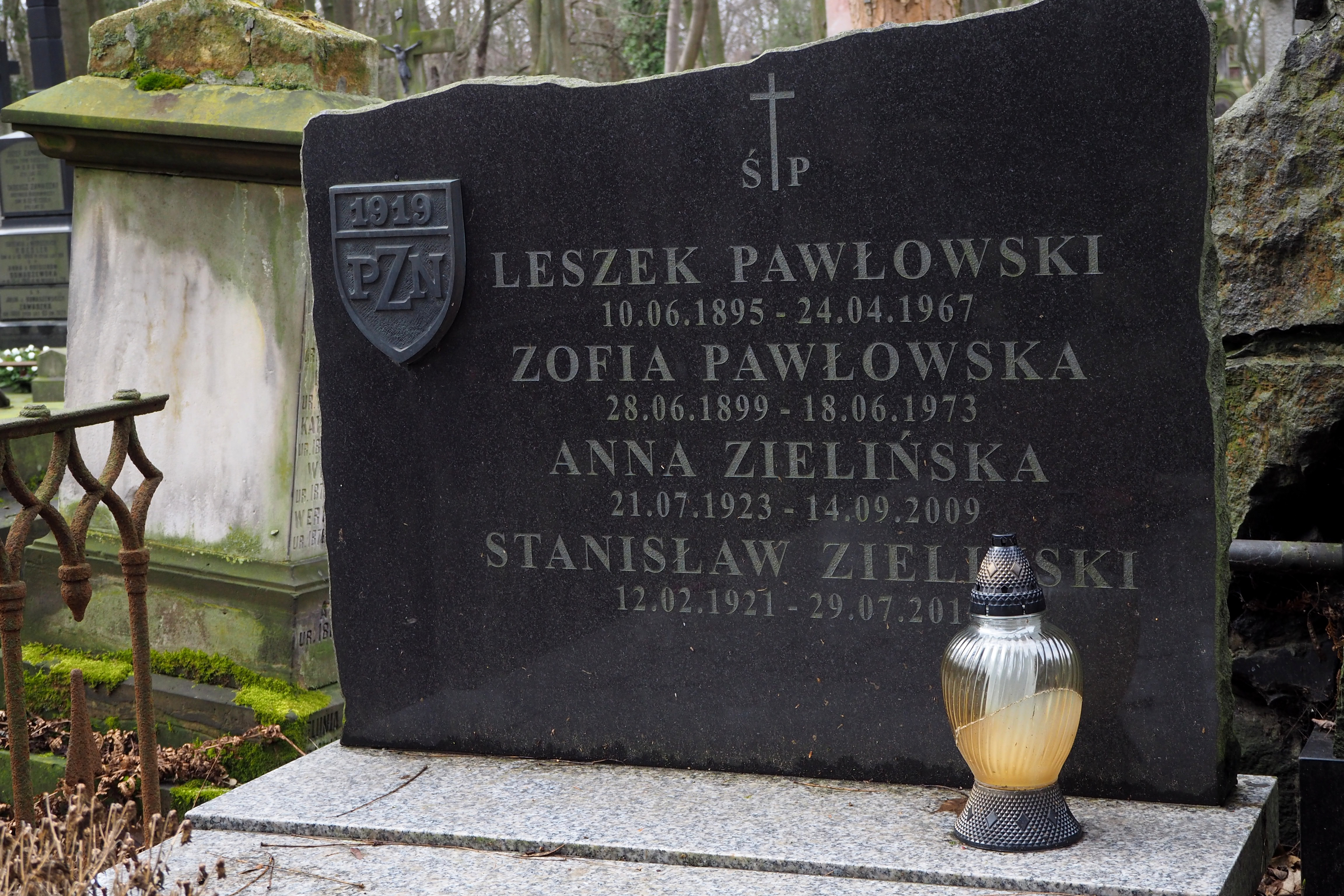
Grób Leszka Pawłowskiego na Cmentarzu Powązkowskim w Warszawie

Na II Mistrzostwach Polski rozgrywanych od 27 do 29 marca 1921 Pawłowski był drugi w konkursie skoków, za Aleksandrem Rozmusem, który osiągnął najdłuższy skok, lądując na 22 metrze. W tym samym roku został mistrzem kraju w skoku o tyczce. Ustanowił wtedy swój rekord życiowy, który wynosił 3,10 m. W 1922 na Mistrzostwach Polski w Worochcie Pawłowski był trzeci w biegu seniorów I klasy. Potem rozpoczął służbę wojskową w 14. pułku ułanów i wziął udział w I. Mistrzostwach Armii Polskiej w Worochcie, organizowanych przez SN Czarni i zwyciężył w biegu głównym grupy „A” oraz zajął 3. miejsce w biegu patrolowym. W 1924 r. zwyciężył jeszcze w biegu z przeszkodami i w skokach na zawodach SN Czarni, był 5. w Mistrzostwach Lwowa, 3. w międzyklubowych zawodach w Sławsku, 6. w skokach w Mistrzostwach Polski w Krynicy i 4. w biegu z przeszkodami. W 1925 triumfował w I. Międzyklubowych Zawodach o Mistrzostwo Lwowa, których organizatorem była SN Czarni Lwów. Był 2. w biegu głównym, za Zeneggiem, 1. w skokach (oddał najdłuższy skok w konkursie o długości 15,5 metra) i został zwycięzcą w łącznej klasyfikacji, przed Zeneggiem i Scottem (wszyscy bronili barw SN Czarni).
Poniósł śmierć w wyniku potrącenia przez samochód na ulicy w Warszawie. Został pochowany w grobowcu rodzinnym na cmentarzu Powązkowskim w Warszawie (kwatera J, rząd 5, nr grob. 17).

## Osiągnięcia
- mistrz Polski w skokach narciarskich: 1920[4]
- wicemistrz Polski w skokach narciarskich: 1921[4]
- mistrz Polski w skoku o tyczce: 1921[5]
- wicemistrz Polski w skoku o tyczce: 1920[5]